# 张博辉
张博辉，北京人，中华人民共和国金融学者，现任香港中文大学（深圳）经管学院执行院长、校长讲座教授、深圳数据经济研究院副院长、深圳高等金融研究院金融科技与社会金融研究中心主任。他的研究领域包括信息媒介对资本市场的影响、中外资本市场、金融科技、可持续金融等。

## 经历
张博辉于2003年毕业于清华大学工程力学系，获工程学学士学位。2004年在香港科技大學获得经济学硕士学位。2008年于新加坡南洋理工大学获得金融学博士学位。
他于2008年至2018年在澳大利亚新南威爾斯大學商學院教授金融学，并晋升为终身正教授；同时还担任该校国际金融中心副主任。2017年，张博辉加入香港中文大學（深圳）任校长讲座教授。

## 其他职衔
- 广东省深圳市决策咨询委员会专家
- 广东省深圳市银保监局金融创新咨询委员会委员
- 责任管理教育中国学术委员会副会长
- 香港中文大学（深圳）数据科学理学硕士项目主任
- 亚洲金融学会副主席
- 复旦大学管理学院荣誉教授（2016–2022）
- 清华大学五道口金融学院访问教授（2014–2015）
- 威斯康星大学密尔沃基分校访问学者（2011–2012）